# Kristina Liščević
Kristina Liščević (serbisch-kyrillisch Кристина Лишчевић; * 20. Oktober 1989 in Sombor) ist eine ehemalige serbische Handballspielerin.

## Karriere
Kristina Liščević spielte ab 2010 in Mazedonien bei RK Metalurg Skopje, mit dem sie 2011 mazedonische Meisterin wurde. Mit Skopje lief sie in der Saison 2011 außerdem in der Women’s Regional Handball League auf, dort war die 1,73 Meter große Rückraumspielerin mit 16 Treffern Torschützenkönigin des Final Four. Im Januar 2012 wechselte sie zum französischen Erstligisten Metz Handball, mit dem sie 2013 und 2014 die Meisterschaft sowie 2013 und 2015 den französischen Pokal gewann. Zudem stand sie mit Metz 2013 im Finale des EHF-Pokals, das gegen den dänischen Verein Team Tvis Holstebro verloren ging. Sie wurde 2013 in Frankreich zur besten Spielmacherin und besten Spielerin der Saison gewählt. In der Saison 2015/16 stand sie beim ungarischen Erstligisten Váci NKSE unter Vertrag. Im Sommer 2016 wollte Liščević ursprünglich zum Ligakonkurrenten Siófok KC wechseln, jedoch schloss sie sich dem russischen Verein GK Astrachanotschka an. Noch vor Saisonbeginn 2016/17 wechselte sie zu GK Kuban Krasnodar. Im Januar 2017 wechselte sie zum ungarischen Erstligisten Kisvárdai KC. Ab der Saison 2017/18 stand Liščević beim dänischen Erstligisten Team Esbjerg unter Vertrag. Mit Esbjerg gewann sie 2019 die dänische Meisterschaft sowie 2017 den dänischen Pokal. Liščević lief ab dem Sommer 2019 für den rumänischen Erstligisten SCM Râmnicu Vâlcea auf. Im Sommer 2022 schloss sie sich dem Ligakonkurrenten HC Dunărea Brăila an. Nach der Saison 2024/25 beendete sie ihre Karriere.
Liščević gehörte zum Kader der serbischen Nationalmannschaft, mit der sie bei der Europameisterschaft 2012 den vierten Platz erreichte sowie bei der Weltmeisterschaft 2013 die Silbermedaille gewann. Im April 2023 war sie letztmals für die Nationalmannschaft aktiv.